# Verbrechen
Unter einem Verbrechen wird ein schwerwiegender Verstoß gegen die Rechtsordnung einer Gesellschaft oder die Grundregeln menschlichen Zusammenlebens verstanden. Allgemein gesprochen handelt es sich um eine von der Gemeinschaft als Unrecht betrachtete und von ihrem Gesetzgeber als kriminell eingestufte und mit Strafe bedrohte Verletzung eines Rechtsgutes durch den von einem oder mehreren Tätern schuldhaft gesetzten, verbrecherischen Akt.
Auch die Rechtswissenschaft versteht unter einem Verbrechen in erster Linie die strafbare Handlung (Straftat) an sich und als solche. Gesellschaftswissenschaftlich befasst sich die Kriminologie mit dem Phänomen des Verbrechens und seinen Erscheinungsformen und Ursachen. Mit den Mitteln und Methoden der Verbrechensbekämpfung und -aufklärung beschäftigt sich die Kriminalistik.
In der aus dem französischen Recht stammenden Systematik der strafbaren Handlungen, wie sie in den meisten kontinentaleuropäischen Strafrechtssystemen in unterschiedlich abgewandelter Form verwendet wird, stellt das Verbrechen (frz. crime) die schwerste Form der Straftat dar und steht in dieser Betrachtungsweise dem Vergehen (frz. délit) als minderschwerem Straftatbestand gegenüber.
Besonders schwere (ursprünglich: mit dem Verlust des Lebens zu ahndenden) Verbrechen werden auch als Kapitalverbrechen (von lat. caput = „Haupt“) bezeichnet.

## Historische Einordnung
Die Differenzierung zwischen strafbaren Handlungen unterschiedlicher Schwere ist bereits sehr früh in der Rechtsgeschichte belegt. Schon in der Constitutio Criminalis Carolina wurde zwischen causae maiores und causae minores (schwerwiegenden und minderschweren Anklagegründen) unterschieden; diese Trennung war für die Form der Bestrafung ausschlaggebend: Lebens-, Leibes- und Ehrenstrafen oder Geldbuße und kurzzeitiges Gefängnis.
Das deutsche Reichsstrafgesetzbuch (RStGB) von 1871 unterschied in § 1 die strafbaren Handlungen in drei Kategorien: Verbrechen, Vergehen und Übertretung. Dabei orientierte es sich an dem unter Napoleon entstandenen französischen Code Pénal Impérial (1810), dessen Dreiteilung (crime – délit – contravention) das französische Strafrecht und die eng an das französische angelehnten Systeme (beispielsweise Belgiens) bis heute bestimmt. Von der angedrohten Strafart hing die Zuordnung zu den Kategorien ab: Taten, die mit Zuchthaus oder Todesstrafe bedroht waren, galten als Verbrechen, Taten die mit Gefängnisstrafe bedroht waren als Vergehen  und Taten die nur mit geringer Geldstrafe oder Haft bis zu sechs Wochen bedroht waren, als Übertretungen.
In der Bundesrepublik Deutschland wurde zum 1. April 1970 eine einheitliche Freiheitsstrafe geschaffen. Die Unterscheidung zwischen Verbrechen und Vergehen erfolgt seitdem nach der Mindeststrafe (vgl. unten).
Zum 1. Januar 1975 trat in der Bundesrepublik Deutschland an die Stelle dieser Trichotomie (Dreiteilung) die heute maßgebliche Dichotomie (Zweiteilung): Seither sind nur noch Verbrechen und Vergehen Straftaten. Die Übertretungen wurden abgeschafft und zum Teil durch Ordnungswidrigkeiten ersetzt. Ob diese Zweiteilung beibehalten werden soll, ist unter Strafrechtlern umstritten, da ihre praktische Bedeutung relativ gering ist.
In einigen Rechtssystemen gibt es die Unterscheidung zwischen Verbrechen und Vergehen nicht oder nicht mehr. Beispielsweise existieren in den ebenfalls vom französischen Modell ausgehend entwickelten Strafrechten Italiens, Spaniens und der Niederlande für Bagatellstraftaten zwar weiterhin die Übertretungen (contravvenzioni, faltas bzw. overtredingen), alle anderen Straftaten werden dagegen einheitlich als „Delikte“ oder „Vergehen“ (delitti, delitos bzw. misdrijven) bezeichnet. Trotzdem werden auch hier schwere und weniger schwere Tatbestände entsprechenden Unterkategorien zugeordnet. In den meisten Rechtsordnungen des Common Law gibt es die Unterscheidung zwischen schweren oder „kapitalen“ Verbrechen (felonies) und weniger schweren kriminellen Verfehlungen (misdemeanors), wobei der eigentliche Ausdruck „Verbrechen“ (crime) im Englischen als Oberbegriff dient und systematisch eher der „Straftat“ als solchen entspricht. Die Unterscheidung ist wie im deutschen Recht das Strafmaß, doch während es im deutschen Recht auf das Mindestmaß (1 Jahr) der Strafe ankommt, wird in den Vereinigten Staaten nach dem Höchstmaß (1 Jahr) unterschieden.

## Formeller Verbrechensbegriff

### In Deutschland

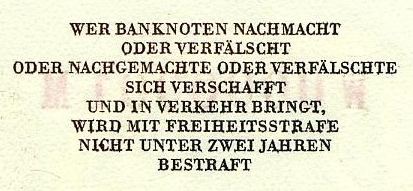
Verbrechenstatbestand für Geldfälschung und Inumlaufbringen von falschen oder gefälschten Banknoten auf den Banknoten der DM

Im deutschen Strafrecht werden gemäß § 12 Abs. 1 Strafgesetzbuch (StGB) als Verbrechen alle gesetzlich normierten Delikte bewertet, die mit mindestens einem Jahr Freiheitsstrafe bedroht sind (z. B. Raub, schwere Körperverletzung, Körperverletzung mit Todesfolge, Totschlag, Mord, Brandstiftung, sexueller Missbrauch von Kindern, Rechtsbeugung, Bestechlichkeit und Bestechung von Mandatsträgern, Geldfälschung).
Delikte mit Androhung einer geringeren Mindeststrafe werden gemäß § 12 Abs. 2 StGB als Vergehen bezeichnet.
Ist für ein Vergehen in besonders schweren Fällen eine Mindeststrafe von einem Jahr oder mehr vorgesehen, bleibt die Tat dennoch ein Vergehen; Gleiches gilt entsprechend auch umgekehrt, wenn bei einem Verbrechen für minder schweren Fälle eine niedrigere Mindeststrafe angedroht wird (§ 12 Abs. 3 StGB). Unbeachtliche oder unbenannte Strafverschärfungen oder -milderungen sind dabei solche, bei denen die Voraussetzungen der Modifizierung nicht oder zumindest nicht abschließend aus dem Gesetz hervorgehen. Entsprechendes gilt für Regelbeispiele. Damit kann die effektive Mindeststrafe eines Verbrechens unter einem Jahr liegen und die eines Vergehens über ein Jahr hinausgehen. Die Einteilung kann sich aber ändern, wenn das Gesetz aus einem Tatbestand durch Hinzufügen weiterer Merkmale (benannte Strafänderungen) einen neuen Tatbestand bildet.
Der Unterschied zwischen Verbrechen und Vergehen wirkt sich auch auf die Strafbarkeit eines Tatversuchs aus, der gemäß § 23 Abs. 1 StGB bei Verbrechen immer strafbar ist, bei Vergehen dagegen nur dann, wenn es im Gesetz ausdrücklich so bestimmt ist (versuchter Hausfriedensbruch ist demnach z. B. nicht strafbar). Auch ist der Versuch der Beteiligung (z. B. versuchte Anstiftung) bei einem Verbrechen strafbar, der zu einem Vergehen jedoch nicht.
Auch für den Verlust von Amtsfähigkeit und Wählbarkeit spielt nach § 45 Abs. 1 StGB die Unterscheidung zwischen Verbrechen und Vergehen eine Rolle.
Aus der Einteilung der Straftaten in Verbrechen und Vergehen ergeben sich auch strafprozessrechtliche Konsequenzen, etwa für die Bestimmung der sachlichen Zuständigkeit der Gerichte. Des Weiteren hat ein Angeklagter, dem ein Verbrechen vorgeworfen wird, nach § 140 Abs. 1 Nr. 2 der Strafprozessordnung (StPO) immer Anspruch auf die Bestellung eines Pflichtverteidigers, wenn er selbst keinen Rechtsanwalt als Verteidiger benennt.
Der Strafbefehl ist nur für Vergehen vorgesehen (§ 407 StPO), und auch eine Einstellung des Verfahrens nach § 153, § 153a, § 154d StPO ist bei Verbrechen nicht möglich.

### In Österreich
Nach § 17 des österreichischen Strafgesetzbuches (Einteilung der strafbaren Handlungen) sind Verbrechen „vorsätzliche Handlungen, die mit lebenslanger oder mit mehr als dreijähriger Freiheitsstrafe bedroht sind“ (§ 17 StGB); alle übrigen strafbaren Handlungen sind Vergehen. Im Unterschied zur deutschen Regelung sind in Österreich auch der Versuch und die Bestimmung („Anstiftung“) eines Vergehens strafbar. Weiters ist die Zuständigkeit der Gerichte anders geregelt.

### In der Schweiz
Das schweizerische Strafgesetzbuch definiert Verbrechen als Taten, die mit Freiheitsstrafe von mehr als drei Jahren bedroht sind (Art. 10 Abs. 2 StGB). Vergehen sind Taten, die mit bis zu drei Jahren Freiheitsstrafe oder Geldstrafe bedroht sind (Art. 10 Abs. 3 StGB).
Auch der Versuch eines Verbrechens oder Vergehens ist strafbar (Art. 22 Abs. 1 StGB). Entscheidend ist hierbei der «point of no return» – der letzte entscheidende Schritt, von dem es kein Zurück mehr gibt. Der subjektive Tatbestand muss genau gleich erfüllt sein, wie beim vollendeten Delikt. Ausgenommen von Strafe ist der «Versuch aus grobem Unverstand», bei dem die von dem Täter verwendeten Mittel nicht tauglich sind, den angestrebten Erfolg zu verwirklichen; oder wenn an dem von dem Täter angegriffenen Objekt das Delikt überhaupt nicht begangen werden kann (Art. 22 Abs. 2 StGB).
Übertretungen schliesslich sind Taten, die mit Busse bedroht sind (Art. 103 StGB). Versuch (und Gehilfenschaft) sind hier nur in vom Gesetz ausdrücklich bestimmten Fällen strafbar (Art. 105 Abs. 2 StGB).

### In Liechtenstein
Nach § 17 des liechtensteinischen Strafgesetzbuches (StGB) sind Verbrechen wie in Österreich „vorsätzliche Handlungen, die mit lebenslanger oder mit mehr als dreijähriger Freiheitsstrafe bedroht sind“, während Vergehen „[a]lle anderen strafbaren Handlungen sind, soweit in strafrechtlichen Nebengesetzen nicht etwas anderes bestimmt ist“.

## Materieller Verbrechensbegriff
Der materielle Verbrechensbegriff löst sich von den normativen Vorgaben des Strafrechts. Er ist im Vergleich zum formellen Verbrechensbegriff daher weniger scharf umschrieben und abgegrenzt. Für die Einordnung einer Tat als Verbrechen sind dabei u. a. folgende Kriterien von Bedeutung.

### Naturrechtlicher Verbrechensgehalt
Im Naturrecht wird eine Trennung in moralisch an sich verwerfliche Delikte (mala in se ) und schlicht verbotene Delikte (mala prohibita) vorgenommen. Diese Unterscheidung von natürlichen und bloß konventionellen Verbrechen spielt im strafrechtlichen Denken des Common Law noch heute eine bedeutende Rolle. Allerdings ist der „natürliche“ Verbrechensbegriff wegen der ihm innewohnenden Gefahr der Willkür und der immanenten Subjektivität in der Dogmatik umstritten.

### Lehre vom Rechtsgut
Die juristische Lehre vom Rechtsgut bezeichnet als Verbrechen solche Handlungen, die geeignet sind, geschützte Rechtsgüter in strafwürdiger Weise zu verletzen. Rechtsgüter sind dabei die rechtlich geschützten individuellen Interessen der Teilnehmer am Rechtsverkehr. Dieser „rechtsgutsbezogene“ Verbrechensbegriff ist enger als der natürliche Verbrechensbegriff und knüpft an die normativen Grundlagen einer Rechtsordnung (Gesellschaft) an. Er steht daher dem formellen Verbrechensbegriff schon recht nahe.

### Lehre vom sozialschädlichen Verhalten
Aus den Sozialwissenschaften stammt der Begriff des antisozialen Verhaltens, das im Kontext sozial unangepassten oder abweichenden Verhaltens (Devianz) definiert wird. Der daraus erwachsende Verbrechensbegriff stützt sich auf ein sozialwissenschaftliches Verständnis vom Handeln des Einzelnen in der Gesellschaft und bezieht in besonders hohem Maße Erkenntnisse der Kriminalistik ein. Um einen handhabbaren Verbrechensbegriff zu liefern, benötigt jedoch auch dieser Ansatz eine normative Basis.

### Der interaktionistische Verbrechensbegriff
In der Kriminologie hat sich mittlerweile auch ein sogenannter „interaktionistischer Verbrechensbegriff“ etabliert. Dieser bezeichnet Handlungen als Verbrechen, die von Strafverfolgungsinstanzen und der Gesellschaft entsprechend behandelt werden. Eine Besonderheit besteht hierbei darin, dass nicht entdeckte Straftaten nicht unter diesen Begriff fallen, da gegen sie mangels Wissen auch keine Sanktionierung erfolgt.

## Beispiele
In Deutschland gelten unter anderem folgende Verbrechenstatbestände:

### Strafgesetzbuch
| § StGB       | Bezeichnung                                                                     | Mindeststrafe / Jahre | Höchststrafe / Jahre | Todesfolge    |
| ------------ | ------------------------------------------------------------------------------- | --------------------- | -------------------- | ------------- |
| § 81         | Hochverrat gegen den Bund                                                       | 10                    | ∞                    |               |
| § 82         | Hochverrat gegen ein Land                                                       | 1                     | 10                   |               |
| § 83         | Vorbereitung eines hochverräterischen Unternehmens gegen den Bund               | 1                     | 10                   |               |
| § 94         | Landesverrat                                                                    | 1                     | ∞                    |               |
| § 96         | Landesverräterische Ausspähung                                                  | 1                     | 10                   |               |
| § 100        | Friedensgefährdende Beziehungen                                                 | 1                     | ∞                    |               |
| § 105        | Nötigung von Verfassungsorganen                                                 | 1                     | 10                   |               |
| § 108e       | Bestechlichkeit und Bestechung von Mandatsträgern                               | 1                     | 10                   |               |
| § 129a       | Bildung terroristischer Vereinigungen                                           | 1                     | 10                   |               |
|              | Rädelsführer und Hintermänner einer terroristischen Vereinigung                 | 3 oder                | 15 oder 10           |               |
| § 146        | Geldfälschung gewerbs- und bandenmäßig                                          | 1 2                   | 15                   |               |
| § 152b       | Fälschung von Zahlungskarten mit Garantiefunktion gewerbs- und bandenmäßig      | 1 2                   | 10 15                |               |
| § 154        | Meineid                                                                         | 1                     | 15                   |               |
| § 176        | Sexueller Missbrauch von Kindern                                                | 1                     | 15                   | 10-∞ § 176d   |
| § 176c       | Schwerer sexueller Missbrauch von Kindern                                       | 2 oder 5              | 15                   | 10-∞ § 176d   |
| § 177        | schwere Fälle von sexueller Übergriff, sexuelle Nötigung, Vergewaltigung        | 1,2,3 oder 5          | 15                   | 10-∞ § 178    |
| § 184b       | Verbreitung, Erwerb und Besitz kinderpornografischen Inhalte                    | 1 oder 2              | 5, 10 oder 15        |               |
| § 211        | Mord                                                                            | ∞                     |                      |               |
| § 212        | Totschlag                                                                       | 5                     | ∞                    |               |
| § 221        | schwere Aussetzung                                                              | 1                     | 10                   | 3-15          |
| § 225        | schwere Misshandlung von Schutzbefohlenen                                       | 1                     | 15                   |               |
| § 226        | Schwere Körperverletzung                                                        | 1                     | 10                   | 3–15 ( § 227) |
|              | Absichtliches oder wissentliches Herbeiführen der schweren Verletzung           | 3                     | 15                   |               |
| § 226a       | Verstümmelung weiblicher Genitalien                                             | 1                     | 15                   |               |
| § 232a       | schwere Zwangsprostitution                                                      | 1                     | 10 oder 15           |               |
| § 232b       | schwere Zwangsarbeit                                                            | 1                     | 10 oder 15           |               |
| § 233a       | schwere Ausbeutung der Arbeitskraft unter Ausnutzung einer Freiheitsberaubung   | 1                     | 10                   |               |
| § 234        | Menschenraub                                                                    | 1                     | 10                   |               |
| § 234a       | Verschleppung                                                                   | 1                     | 15                   |               |
| § 235        | schwere Entziehung Minderjähriger                                               | 1                     | 10                   | 3-15          |
| § 239        | schwere Freiheitsberaubung                                                      | 1                     | 10                   | 3-15          |
| § 239a       | Erpresserischer Menschenraub                                                    | 5                     | 15                   | 10-∞          |
| § 239b       | Geiselnahme                                                                     | 5                     | 15                   | 10-∞          |
| § 244 Abs. 4 | Wohnungseinbruchdiebstahl                                                       | 1                     | 10                   |               |
| § 244a       | Schwerer Bandendiebstahl                                                        | 1                     | 10                   |               |
| § 249        | Raub                                                                            | 1                     | 15                   | 10-∞ (§ 251)  |
| § 250        | Schwerer Raub                                                                   | 3 oder 5              | 15                   | 10-∞ (§ 251)  |
| § 252        | Räuberischer Diebstahl                                                          | 1                     | 15                   | 10-∞ (§ 251)  |
| § 255        | Räuberische Erpressung                                                          | 1                     | 15                   | 10-∞ (§ 251)  |
| § 260a       | Gewerbsmäßige Bandenhehlerei                                                    | 1                     | 10                   |               |
| § 263        | Gewerbsmäßiger Bandenbetrug                                                     | 1                     | 10                   |               |
| § 306        | Brandstiftung                                                                   | 1                     | 10                   | 10-∞ (§ 306c) |
| § 306a       | Schwere Brandstiftung                                                           | 1                     | 15                   | 10-∞ (§ 306c) |
| § 306b       | Besonders schwere Brandstiftung                                                 | 2 oder 5              | 15                   | 10-∞ (§ 306c) |
| § 307        | Herbeiführen einer Explosion durch Kernenergie                                  | 5                     | 15                   | 10-∞          |
|              | Fahrlässige Gefährdung durch Herbeiführen einer Explosion durch Kernenergie     | 1                     | 10                   | 5-15          |
| § 308        | Herbeiführen einer Sprengstoffexplosion                                         | 1 oder 2              | 15                   | 10-∞          |
| § 309        | Missbrauch ionisierender Strahlen                                               | 1 oder 2 oder 5       | 10 oder 15           | 10-∞          |
| § 310        | Vorbereitung eines Nuklearexplosionsverbrechens                                 | 1                     | 10                   |               |
| § 313        | Herbeiführen einer Überschwemmung                                               | 1 oder 2              | 10 oder 15           | 10-∞          |
| § 314        | Gemeingefährliche Vergiftung                                                    | 1 oder 2              | 10 oder 15           | 10-∞          |
| § 315        | Gefährliche Eingriffe in den Bahn-, Schiffs- und Luftverkehr in schweren Fällen | 1                     | 15                   |               |
| § 315c       | Gefährlicher Eingriff in den Straßenverkehr in schweren Fällen                  | 1                     | 10                   |               |
| § 316a       | Räuberischer Angriff auf Kraftfahrer                                            | 5                     | 15                   | 10-∞          |
| § 316c       | Angriffe auf den Luft- und Seeverkehr                                           | 5                     | 15                   | 10-∞          |
| § 339        | Rechtsbeugung                                                                   | 1                     | 5                    |               |
| § 343        | Aussageerpressung                                                               | 1                     | 10                   |               |
| § 344        | Verfolgung Unschuldiger                                                         | 1                     | 10                   |               |
| § 345        | Vollstreckung gegen Unschuldige                                                 | 1                     | 10                   |               |
| § 356        | schwerer Parteiverrat                                                           | 1                     | 5                    |               |

Bei vielen Verbrechenstatbeständen gelten für minder schwere Fälle niedrigere Strafdrohungen, die Taten gelten dann aber trotzdem als Verbrechen (vgl. oben „Formeller Verbrechensbegriff“).

### Völkerstrafrecht
- Völkermord nach § 6 Völkerstrafgesetzbuch (VStGB)
- Verbrechen gegen die Menschlichkeit nach § 7 VStGB
- Kriegsverbrechen nach § 8—12 VStGB
- Verbrechen der Aggression nach § 13 VStGB

### Nebenstrafgesetze
- Unerlaubter Handel mit Betäubungsmitteln in nicht geringer Menge oder zwischen einer Person über 21 und einer unter 18 Jahren (§ 29a Betäubungsmittelgesetz (BtMG))
- Unerlaubter Handel mit Betäubungsmitteln bei gewerbs- oder bandenmäßiger Begehung oder bei Todesfolge, unerlaubte Einfuhr von Betäubungsmitteln in nicht geringer Menge  (§ 30 BtMG)
- Bestimmen einer Person unter 18 durch eine Person über 21 Jahren  zum unerlaubten Handeln mit Betäubungsmitteln, unerlaubter Handel mit Betäubungsmitteln in nicht geringer Menge bei bandenmäßiger Begehung oder Bewaffnung,  (§ 30a BtMG)
- Verbreitung und Herstellung von Selbstladewaffen (§ 52a Waffengesetz)
- Einschleusen von Ausländern,  bei gewerbs- und bandenmäßiger Begehung oder Todesfolge (§ 96, § 97 Aufenthaltsgesetz)
- Gewerbs- und bandenmäßige Verleitung zur missbräuchlichen Asylantragstellung (§ 84a Asylgesetz)
- § 17 Abs. 1 bis 3 und § 18 Abs. 7 und 8 Außenwirtschaftsgesetz
- §§ 19 bis 20a und § 22a Kriegswaffenkontrollgesetz (KrWaffKontrG)